# Alamogordo
Alamogordo ist eine City im US-Bundesstaat New Mexico, etwa 370 km südlich von Santa Fe und 430 km südlich des Labors Los Alamos. Etwa 100 km entfernt wurde am 16. Juli 1945 auf der White Sands Missile Range mit der Trinity-Bombe die erste Kernwaffe gezündet.
Zur Zeit des Atombombenprogramms lebten dort etwa 4000 Menschen, das änderte sich jedoch, als in dem Gebiet ein Luftwaffenstützpunkt der US Air Force – die heutige Holloman Air Force Base – entstand. Der Volkszählung von 2020 zufolge lebten zum damaligen Zeitpunkt 30.898 Einwohner in der Stadt.
Alamogordo ist ein beliebtes Ausflugsziel; der White-Sands-Nationalpark und die Three Rivers Petroglyph National Recreation Area am Fuße der Sacramento Mountains sind beliebte Touristenmagnete im Umkreis der Stadt. Bedingt durch den Luftwaffenstützpunkt gibt es dort auch die International Space Hall of Fame zu besichtigen.

## Demographie
Zum Zeitpunkt des United States Census 2000 bewohnten die Stadt 35.673 Personen. Die Bevölkerungsdichte betrug 710 Personen pro km². Es gab 15.920 Wohneinheiten, durchschnittlich 317,7 pro km². Die Bevölkerung bestand zu 55,35 % aus Weißen, 25,58 % Schwarzen oder African American, 1,05 % Native American, 1,53 % Asian und 0,17 % Pacific Islanders. 12,07 % gaben an, anderen Rassen anzugehören und 4,25 % nannten zwei oder mehr Rassen. 31,99 % der Bevölkerung erklärten, Hispanos oder Latinos jeglicher Rasse zu sein.
Die Bewohner Alamogordos verteilten sich auf 13.704 Haushalte, von denen in 36,3 % Kinder unter 18 Jahren lebten. 55,6 % der Haushalte stellen Verheiratete, 11,7 % hatten einen weiblichen Haushaltsvorstand ohne Ehemann und 29,0 % bildeten keine Familien. 25,2 % der Haushalte bestanden aus Einzelpersonen und in 8,8 % aller Haushalte lebte jemand im Alter von 65 Jahren oder mehr alleine. Die durchschnittliche Haushaltsgröße betrug 2,57 und die durchschnittlichen Familiengröße 3,07 Personen.
Die Bevölkerung verteilte sich auf 28,7 % Minderjährige, 9,2 % 18–24-Jährige, 29,7 % 25–44-Jährige, 19,9 % 45–64-Jährige und 12,7 % im Alter von 65 Jahren oder mehr. Das Durchschnittsalter betrug 34 Jahre. Auf jeweils 100 Frauen entfielen 97,6 Männer. Bei den über 18-Jährigen entfielen auf 100 Frauen 94,1 Männer.
Das mittlere Haushaltseinkommen betrug 30.928 US-Dollar und das mittlere Familieneinkommen erreichte die Höhe von 35.673 US-Dollar. Das Durchschnittseinkommen der Männer betrug 28.163 US-Dollar, gegenüber 18.860 US-Dollar bei den Frauen. Das Pro-Kopf-Einkommen erreichte 14.662 US-Dollar. 16,5 % der Bevölkerung und 13,2 % der Familien hatten ein Einkommen unterhalb der Armutsgrenze, davon waren 23,9 % der Minderjährigen und 11,8 % der Altersgruppe 65 Jahre und mehr betroffen.
Von 2000 bis 2010 gab es einen Bevölkerungsschwund von 14,8 %. 2010 lebten 30.403 Einwohner in 14.052 Haushalten, von denen 23,5 % unter 18 Jahre, 41,9 % zwischen 18 und 50 Jahre und 34,6 % über 50 Jahre alt waren. 51,9 % waren weiblich und 49,1 % männlich.
| Jahr | Einwohner 1 |
| ---- | ----------- |
| 1980 | 24.024      |
| 1990 | 27.596      |
| 2000 | 35.673      |
| 2010 | 30.403      |
| 2016 | 29.850      |

## Bildung
Die New Mexico State University unterhält hier eine Außenstelle mit etwa 2.000 Studenten.

## Söhne und Töchter der Stadt
- Edward Condon (1902–1974), Physiker
- Karen Lafferty (* 1948), Sängerin und Musiklehrerin
- Edwin Mechem (1912–2002), Politiker, Gouverneur von New Mexico, Senator für New Mexico

## Sehenswürdigkeiten
- Alamogordo Zoo
- White Sands Missile Range
- New Mexico Museum of Space History
- Sierra Blanca
- Three Rivers Petroglyph National Recreation Area

## Trivia

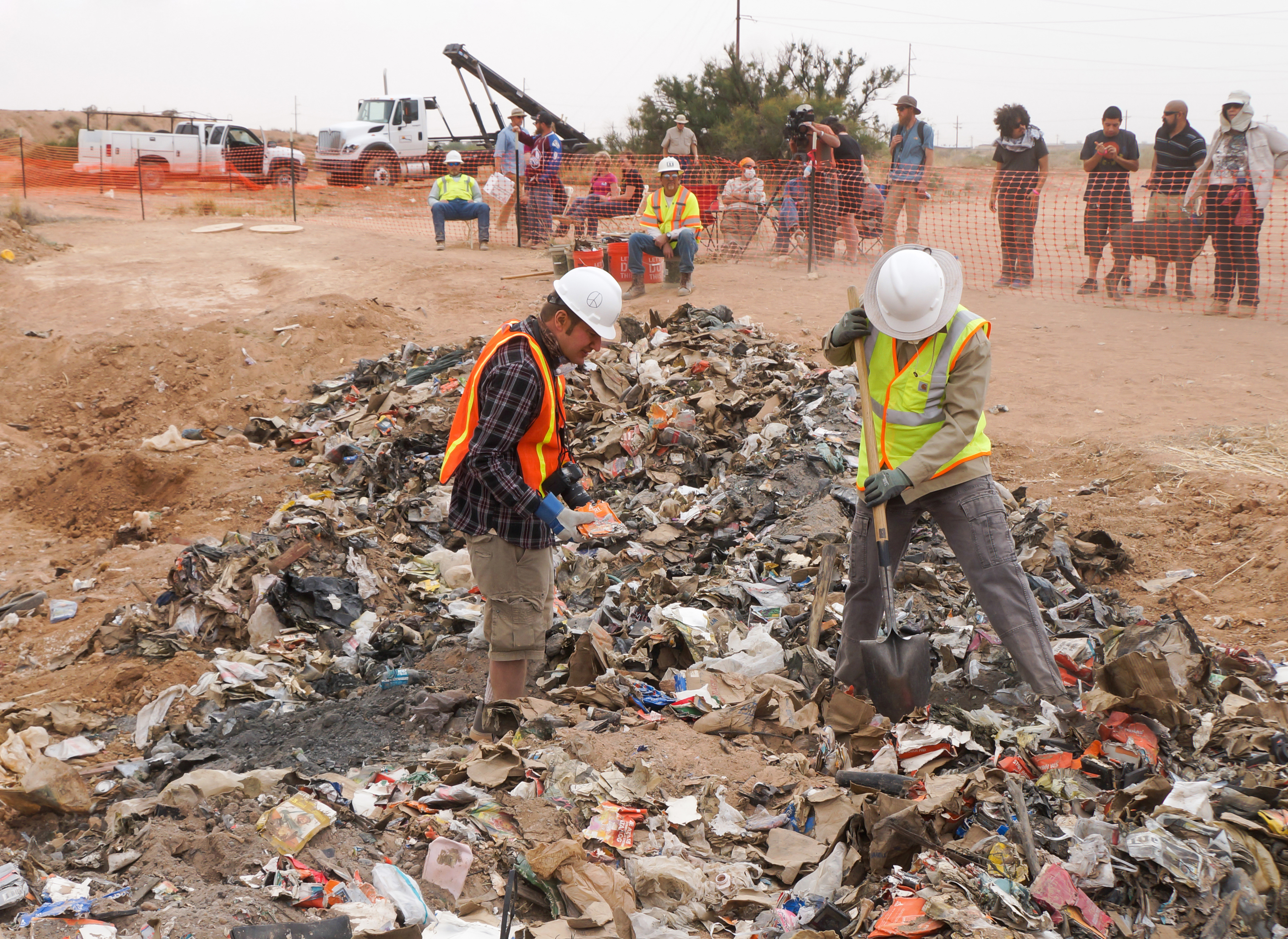
Öffnung der Atari-Deponie (2014)

1983 ließ der Computerspielhersteller Atari in einer Mülldeponie der Stadt mehr als 700.000 Computerspielmodule vergraben, etwa den kommerziellen Flop E.T. the Extra-Terrestrial. Dieses als Atari Video Game Burial bezeichnete Ereignis wurde zu einem Sinnbild für den im gleichen Jahr einsetzenden Video Game Crash, den Zusammenbruch des nordamerikanischen Computerspielmarktes. Widersprüchliche Berichterstattungen führten später jedoch in Teilen der Öffentlichkeit zu der Annahme, dass es sich dabei um eine moderne Sage handele. Im April 2014 führte ein Team von Dokumentarfilmern mit Unterstützung von Microsoft und mit Genehmigung der Stadt eine Ausgrabung durch, in deren Verlauf die Richtigkeit der Angaben bestätigt werden konnte. Dabei wurden ca. 1300 Spielmodule geborgen, von denen einige zur Ausstellung an das New Mexico Museum of Space History abgegeben wurden. Ca. 800 Stück sollen versteigert, der Rest an Museen gespendet oder als Andenken behalten werden. Derzeit laufen Überlegungen zur touristischen Nutzung des Areals.
Dreharbeiten für Teile der Transformers-Filme fanden sowohl in und um Alamogordo als auch auf der Holloman Air Force Base statt.